# Correbidia
Correbidia is een geslacht van vlinders van de familie spinneruilen (Erebidae), uit de onderfamilie Arctiinae.

## Soorten
- C. apicalis Schaus, 1904
- C. assimilis Rothschild, 1912
- C. bicolor Herrich-Schäffer
- C. calopteridia Butler, 1878
- C. costinotata Schaus, 1911
- C. elegans Druce, 1884
- C. fanum Druce, 1900
- C. germana Rothschild, 1912
- C. joinvillea Schaus, 1921
- C. notata Butler, 1878
- C. simonsi Rothschild, 1912
- C. steinbachi Rothschild, 1912
- C. striata Druce, 1884
- C. terminalis Walker, 1856